# Merivälja

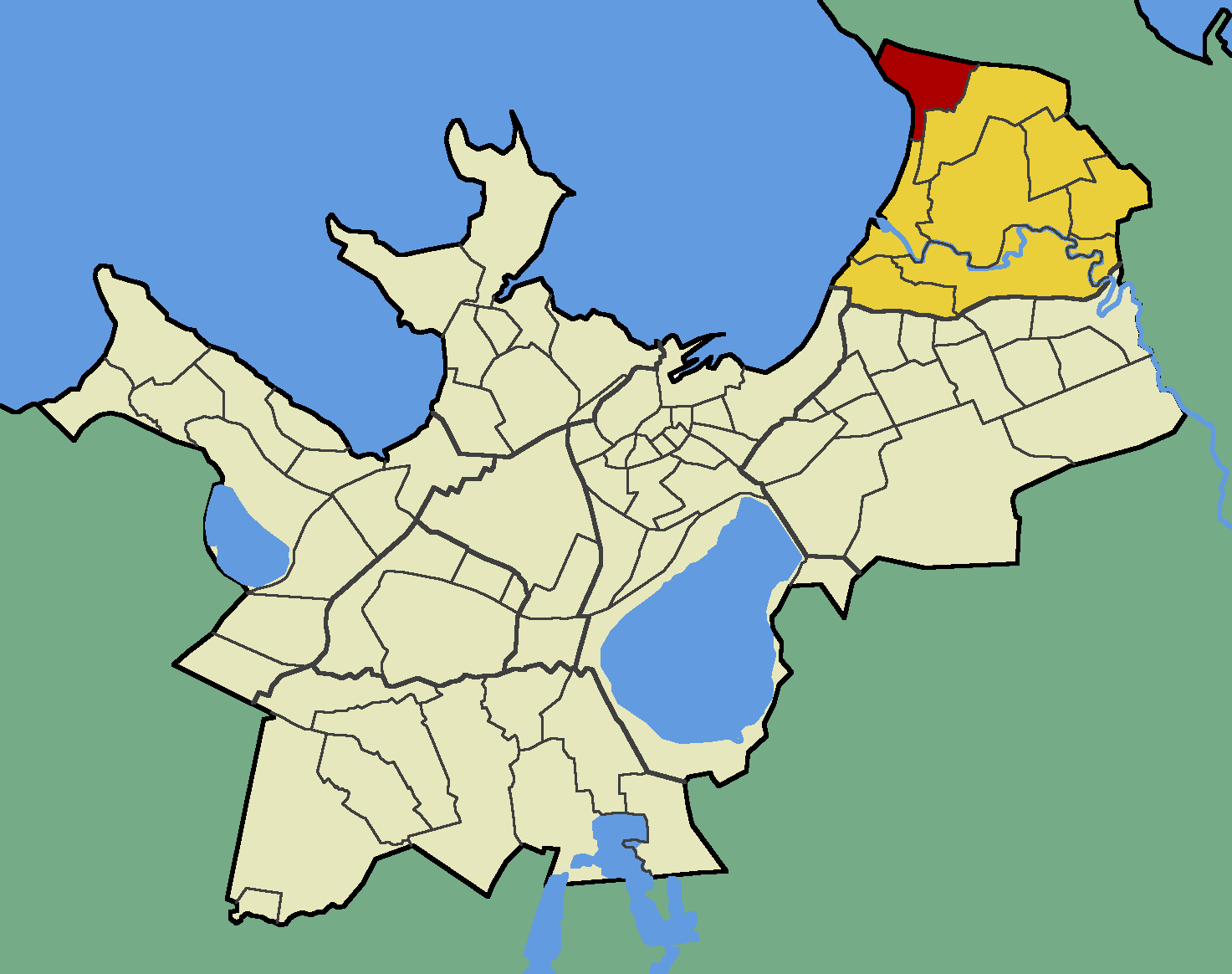
Lage von Merivälja (rot) im Tallinner Stadtteil Pirita (gelb)

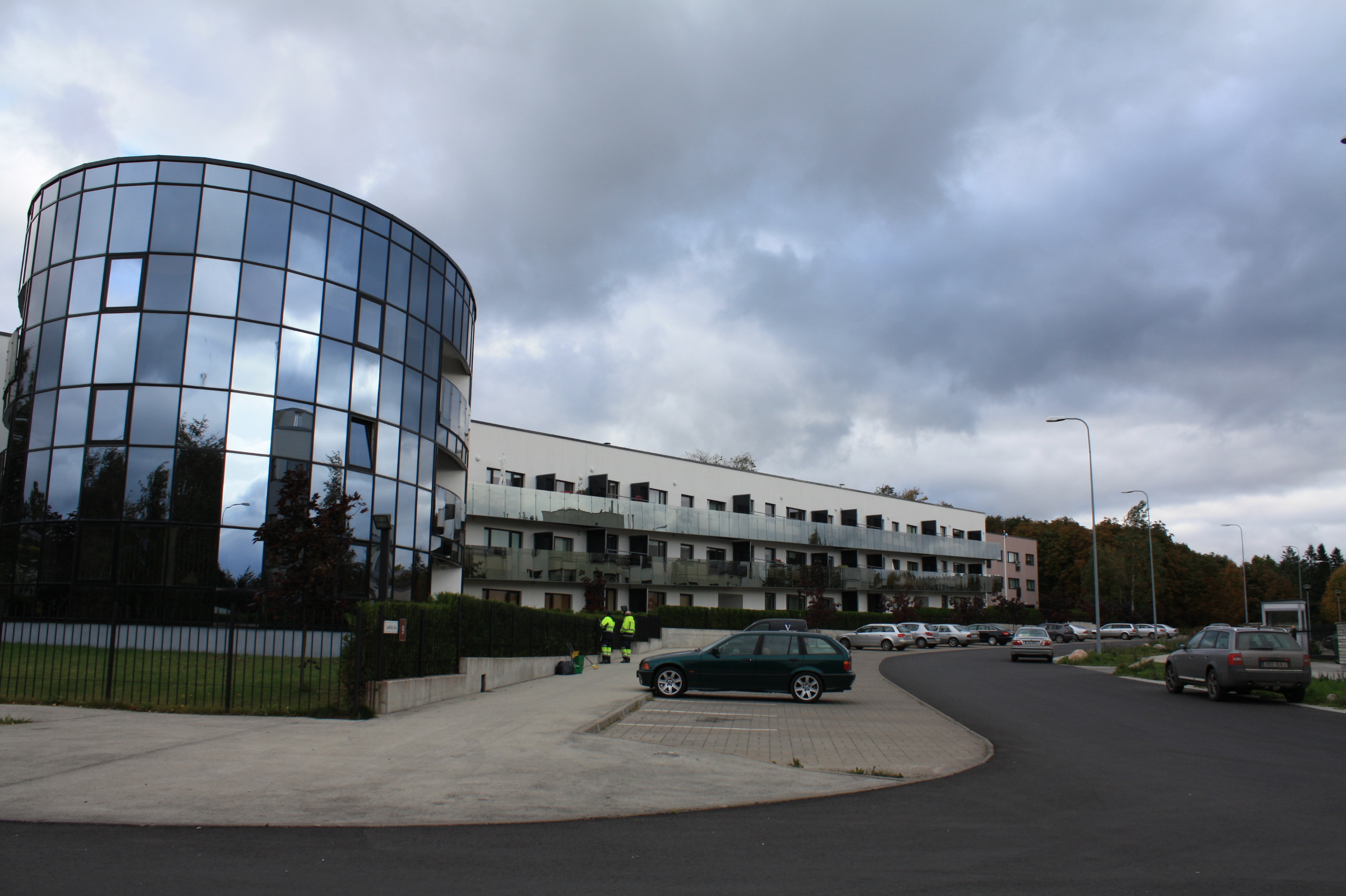
Moderner Neubau in Merivälja

Merivälja ist ein Stadtbezirk (estnisch asum) der estnischen Hauptstadt Tallinn. Er ist einer der Bezirke des Stadtteils Pirita. Merivälja hat knapp 3.000 Einwohner (Stand 2008).

## Lage, Geschichte, Architektur
Merivälja liegt östlich des Tallinner Stadtzentrums. Der Stadtbezirk grenzt an die Tallinner Bucht. Er bildet im Nordosten die Stadtgrenze Tallinns zur Landgemeinde Viimsi.
Der Ortsteil wurde 1924 von der Gartenstadtgesellschaft Saku gegründet. Vorher gehörte die Fläche zum Weideland des Guts Viimsi. Merivälja war nach Nõmme die zweite Gartenstadt im Großraum Tallinn.
Die Eigenheime wurden meist im Stil des Funktionalismus geplant. Das Stadtbild wird bis heute vor allem von Wohnbauten in der Nähe des Ostsee-Strands geprägt. 1945 wurde Merivälja der Stadt Tallinn angegliedert. Nach dem Zweiten Weltkrieg wurden die größeren Grundstücke aufgeteilt. Es standen kleinere Wohnhäuser mit meist hohem Giebel. In den 1980er Jahren kamen neuere, reicher verzierte Bauten in postmodernistischem Stil hinzu. Jetzt entstanden auch größere Villen.

## Persönlichkeiten
Im Stadtbezirk lebte zeitweise der estnische Opernsänger Alfred Sällik (1890–1943).